# Міст Вахушті Багратіоні
Міст Вахушті Багратіоні (груз. ვახუშტი ბაგრატიონის ხიდი) — автомобільний міст через річку Куру в Тбілісі, Грузія. З'єднує райони Сабуртало і Дідубе (район Дідубе-Чугуреті).

## Розташування
Міст розташований у створі вулиць Кутаїської і Вахушті Багратіоні, з'єднуючи їх зі спуском Георгія Саакадзе.
Вище за течією розташований міст Шоти Шалікашвілі, нижче — міст цариці Тамари.

## Назва
Міст названо на честь грузинського царевича, історика і географа Вахушті Багратіоні.

## Історія
Міст побудовано в 1974—1976 роках. Проєкт розробили інженери інституту «Кавдіпротранс» Г. Брегвадзе, І. Кошкадзе і архітектор Н. Ломідзе. Будівництво виконував Мостозагін № 39 Головмосбуду. Прогонова споруда збиралася методом навісного монтажу із застосуванням козлових кранів.
У 2016 році встановлено художнє підсвічування моста.

## Конструкція

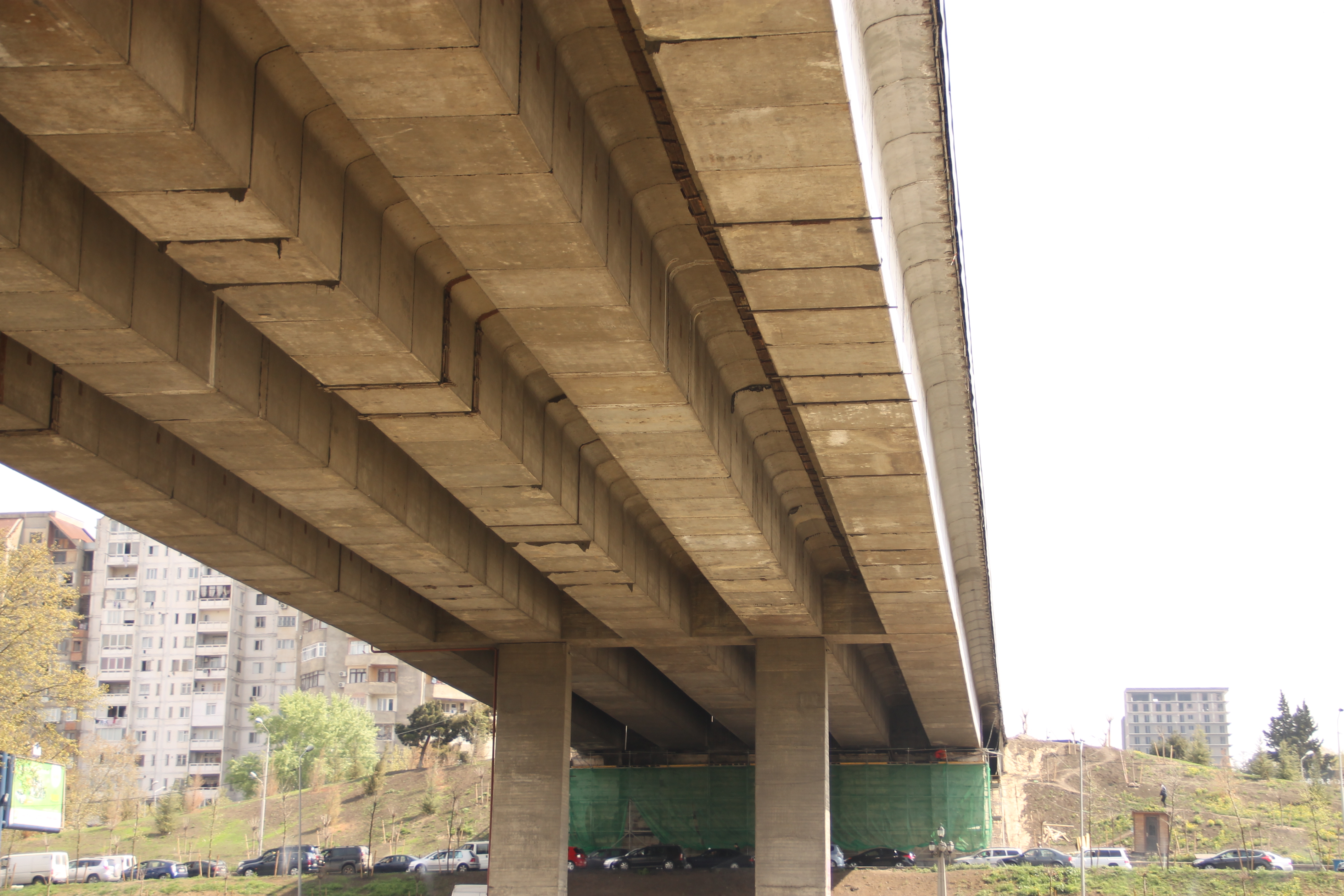
Пролітна спорудаа моста

Міст трипрогінний залізобетонний балковий нерозрізний. Схема моста: 44,15 + 81,6 + 44,15 м. У поперечному напрямку пролітна споруда складається з 5 балок коробчастого перерізу, об'єднаних монолітною плитою проїзної частини. Кожна балка складається з 61 блоку заводського виготовлення. Балки заармовано високоміцними арматурними пучками з попереднім натягом. Вперше в Тбілісі застосовано безбетонне стикування блоків з використанням епоксидного клею. Проміжні опори двостійкові з монолітного залізобетону. Загальна довжина моста становить 220 м, ширина моста між поруччями — 28,4 (ширина проїзної частини 20,8 м і два тротуари по 3,45 м).
Міст призначений для руху автотранспорту і пішоходів. Проїзна частина містить 4 смуги для руху автотранспорту. Покриття проїзної частини і тротуарів — асфальтобетон. Поруччя металеві простого малюнка.